# 菱谷紘二
菱谷 紘二（ひしや こうじ、1942年10月20日 - 没年不詳）は、日本の俳優、声優。岩手県出身。

## 略歴
法政大学社会部中退。
以前は劇団四季、81プロデュース、芹川事務所に所属していた。
野垣真実生によれば2011年の時点で既に故人であるとのことだが、詳細は2024年時点で明らかにされていない。

## 人物
方言は東北弁。
特技はモダンバレエ。
フジテレビ系列のテレビアニメ『こちら葛飾区亀有公園前派出所』の大原大次郎役を担当していたが、体調を崩したため第15話を最後に降板となり、第16話からは佐山陽規が引き継いだ。

## 出演作品

### テレビドラマ
- あゝ同期の桜 第1話「離別」（1967年、NET）
- コメットさん 第14話「ヨットでゴーゴー」（1967年10月2日、TBS / 国際放映） - 次郎 役
- 人魚と野郎（1967年、NET）
- 憲法はまだか 第2部「戦争放棄」（1996年、NHK）
- あぐり 第103回「エイスケ死す」（1997年、NHK） - 町内の男 役

### テレビアニメ
- こちら葛飾区亀有公園前派出所（1996年、大原大次郎〈初代〉）

### 吹き替え

#### 海外映画
- マクベス（ロス〈ゴーン・グレインジャー〉）※NHK版

#### 海外ドラマ
- ジェシカおばさんの事件簿

#### 海外アニメ
- スーパーマン（大陸書房版）
- ティーンエイジ・ミュータント・ニンジャ・タートルズ（テレビ東京版）

### 舞台
- オルフェとユリディス（1967年）
- ヘンリー四世（1967年）（フランシス役、劇団四季）
- ピーターパン（1971年）（ピーターパン役、劇団四季）
- イエス・キリスト=スーパースター（1973年）
- ジーザス・クライスト=スーパースター エルサレム版（1976年 - 1977年、1979年、1983年）
- わが青春の北壁（1977年）（ジンギ役、劇団四季）
- ユタと不思議な仲間たち（1983年）（ペドロ役、劇団四季）
- ドリーミング（1985年）（カシの大王役、劇団四季）
- ロミオとジュリエット（1986年）（キャブレット役、劇団四季）
- ジーザス・クライスト=スーパースター ジャポネクス版（1987年）（アンナス役）
- マドモアゼル・モーツァルト（1991年）（シカネーダー役）
- ハムレット
- リア王
- エクウス
- エレファントマン
- ウエストサイド物語
- コーラスライン
- SHE LOVES ME
- 山に抱かれて 新・子猿物語
- 赤毛のアン（2002年）（マシュー役）[8]

### カセットブック
- ロードス島戦記 眩惑の魔石（ギム）

### その他
- 佐藤藍子のなるほどテレビ（1999年10月 - 12月、テレビ東京）
- わらいのじかん2